# Hipgnosis Songs Fund
Hipgnosis Songs Fund è un fondo di investimento britannico che opera in ambito musicale. È stato fondato nel 2018 dall'imprenditore Merck Mercuriadis (ex manager di grandi star come Beyoncé, Guns N'Roses ed Elton John) insieme al musicista Nile Rodgers. Il loro intento è acquisire le proprietà intellettuali di canzoni e album, al fine di beneficiare delle royalties derivanti da vendite, cover, esecuzioni dal vivo, campionamenti e streaming: in virtù della loro capacità di rendita a lungo termine, infatti, tali proprietà intellettuali sono considerate dai fondatori un investimento sicuro e non soggetto ai cicli del mercato. Al momento della quotazione in borsa, il catalogo di Hipgnosis Songs Fund includeva brani di Justin Bieber, Beyoncé e Rihanna. Nel novembre 2018 ha proceduto con il 37.5% dei diritti sulle canzoni di Bernard Edwards (compagno di Nile Rodgers negli Chic); mentre nel 2019 si sono aggiunti tra gli altri quelli di David A Stewart (Eurythmics); e nel 2020 di Tom DeLonge (Blink 182).
Nell'agosto 2020, la capitalizzazione di mercato di Hipgnosis Songs Fund ha superato 1 miliardo di sterline. Nel gennaio 2021, il fondo ha acquisito la metà dei diritti d'autore dell'intero catalogo di Neil Young, oltre a quelli relativi ai repertori musicali di Shakira, Jimmy Iovine e Lindsey Buckingham, seguito qualche mese dopo da un altro membro dei Fleetwood Mac, Christine McVie. Fa attualmente parte dell'indice FTSE 250.